# Divergence (film, 2005)
Pour les articles homonymes, voir Divergence.
Pour plus de détails, voir Fiche technique et Distribution.
Divergence (三岔口, Sam cha hau) est un film hongkongais réalisé par Benny Chan, sorti en 2005.

## Synopsis
Trois hommes qui n'ont apparemment rien en commun : un policier raté dont la fiancée a disparu dix ans auparavant, un assassin mystérieux qui dépasse toujours les limites du « Code des Tueurs » et un avocat qui représente les plus grands maîtres du crime et arrive toujours à les faire acquitter. Normalement, il n'existe aucune connexion entre eux. Pourtant, un meurtre les rapproche, rendant tout compliqué et imprévisible.

## Fiche technique
- Titre : Divergence
- Titre original : 三岔口 (Sam cha hau)
- Réalisation : Benny Chan
- Scénario : Ivy Ho
- Photographie : Anthony Poon
- Montage : Yau Chi-Wai
- Musique : Anthony Chue
- Producteurs : Benny Chan et Daniel Lam
- Pays d'origine :  Hong Kong
- Format : Couleurs - 1,85:1 - Dolby Digital - 35 mm
- Genre : Film dramatique, Film policier, Film d'action
- Durée : 101 minutes
- Dates de sortie :  (Hong Kong)
  -  Hong Kong : 28 avril 2005

## Distribution
- Ekin Cheng : To Hou-sung
- Aaron Kwok : Suen Siu-yan
- Gallen Law : Yiu Ting-chung
- Angelica Lee : Fong / Amy
- Jing Ning : Ting
- Courtney Wu : Butcher
- Daniel Wu : Coke
- Eric Tsang : Oncle Choi
- Lam Suet : Mou Wai-Bun

## Version française
- Société de doublage : NDE Production
- Direction artistique : Antony Delclève
- Adaptation des dialogues : Frédéric Alameunière
- Enregistrement et mixage :